# Eupseudosoma grandis
Eupseudosoma grandis là một loài bướm đêm thuộc phân họ Arctiinae, họ Erebidae.